# Goudschat van Košice

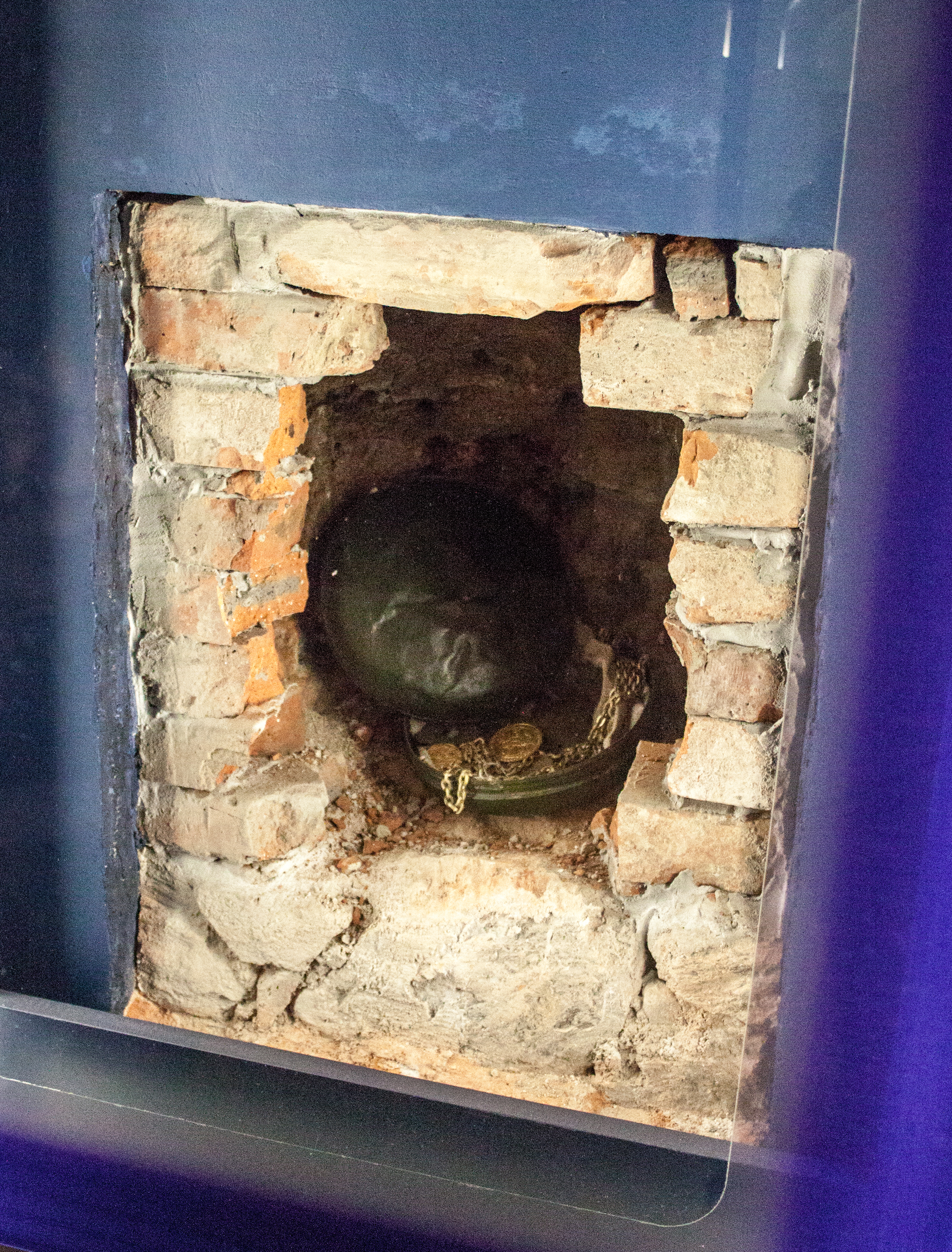
Vindplaats in de kelder van het voormalig Paleis van de Kamer van Spiš (reconstructie in het Oost-Slowaaks Museum).

De goudschat van Košice bestaat uit 2.920 gouden munten, drie gouden medailles en een dito halsketting in renaissance-stijl. Deze werden in 1935 in Košice bloot gelegd tijdens graafwerken voor een bouwwerk aan de Hlavná ulica 68 (vertaald: Hlavná-straat 68). De intact gebleven unieke collectie uit de 15e tot 17e eeuw is een der grootste goudschatten ter wereld. 

## Samenstelling

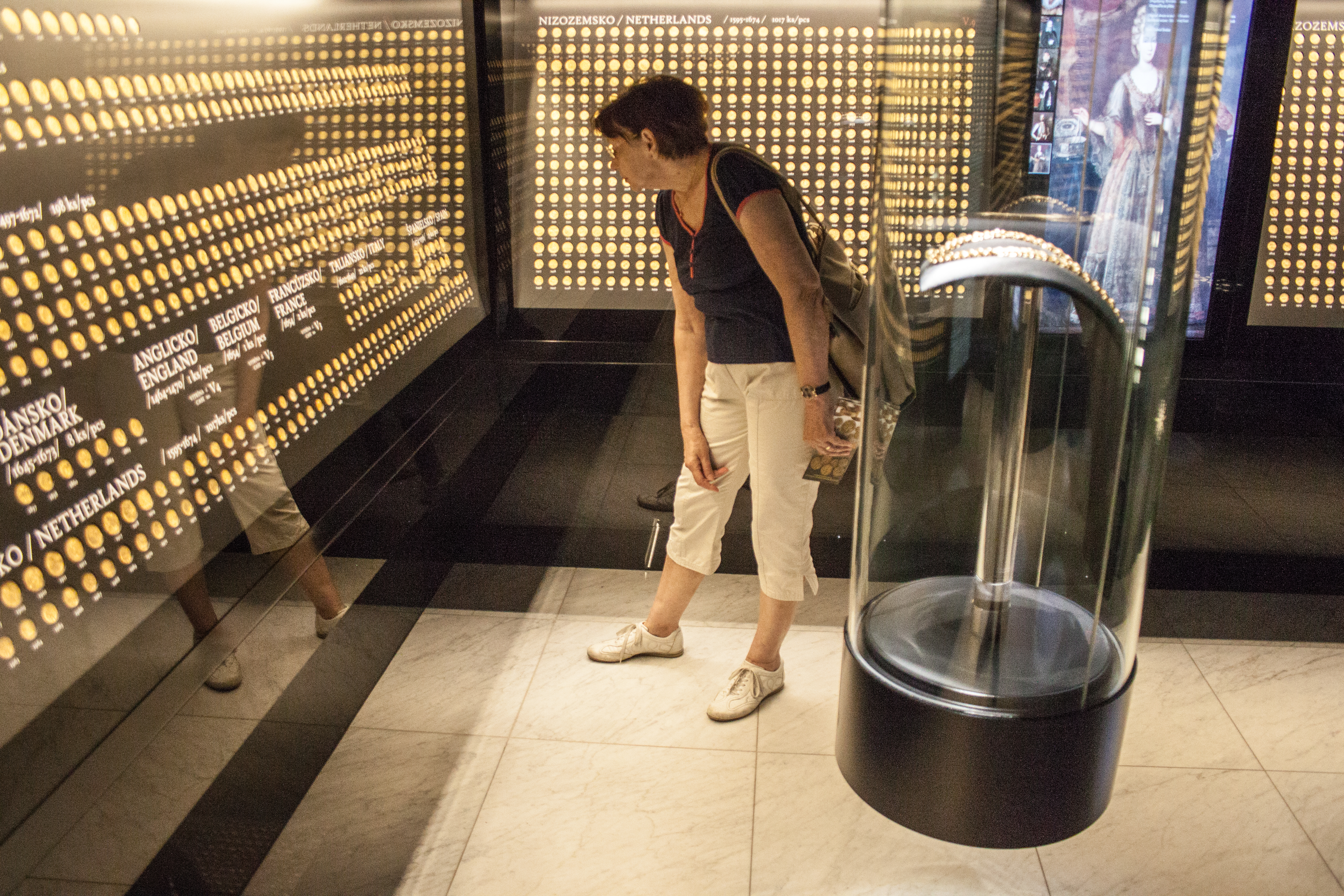
De schat wordt tentoongesteld in het Oost-Slowaaks Museum.

Bij de ontdekking trof men de schat aan, in een broodvormige koperen doos die bestond uit twee in elkaar grijpende kommen. De bovenste schaal was versierd met een gegraveerd jachtmotief.
De vondst bevatte drie gouden medailles:
- een exemplaar uit 1526,
- een tweede uit 1544 met een motief van koning Lodewijk II van Hongarije (1506 -1526),
- een derde uit 1541. Deze ruitermedaille van Keizer Ferdinand I (1503-1564) is de meest zeldzame: ze is het werk van Krištof Füss.

Bij de munten is er een exemplaar dat opmerkelijk verschilt van de andere: waarschijnlijk een oude Thracische munt. Het kan echter ook een Keltisch exemplaar zijn.
De overige munten zijn herkomstig van het koninkrijk Hongarije en Transsylvanië (15e tot 17e eeuw) maar ook van Nederland, het koninkrijk Bohemen, Silezië, Oostenrijk, Duitsland, Polen, Italië, Zweden en Spanje.
De massieve halsketting is 2,14 meter lang en weegt 590 gram.

### Aantal munten
- Hongarije: 1181
- Transsylvanië: 257
- Nederland: 1016
- Tsjechische landen: 26
- Silezië: 22
- Oostenrijk: 24
- Aartsbisdom Salzburg: 31

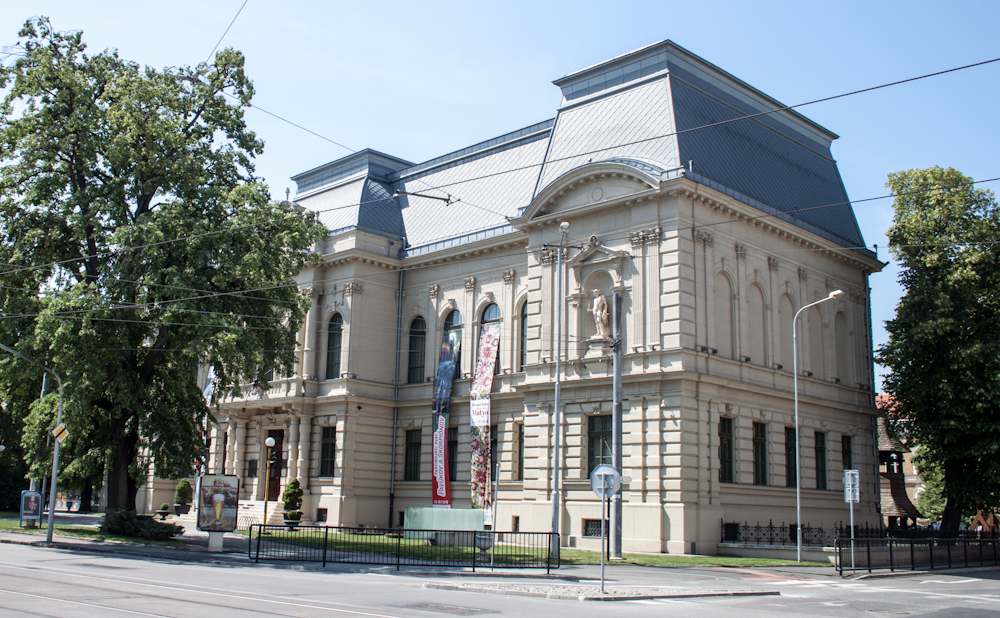
Het museum aan de Námestie Maratónu mieru.

- Duitsland (kerkelijke seculiere landgoederen en steden): 195
- Polen: 113
- Zweden: 7
- Denemarken: 8
- Engeland: 1
- België: 1
- Frankrijk: 2
- Italië: 22
- Spanje: 13.

## Herkomst

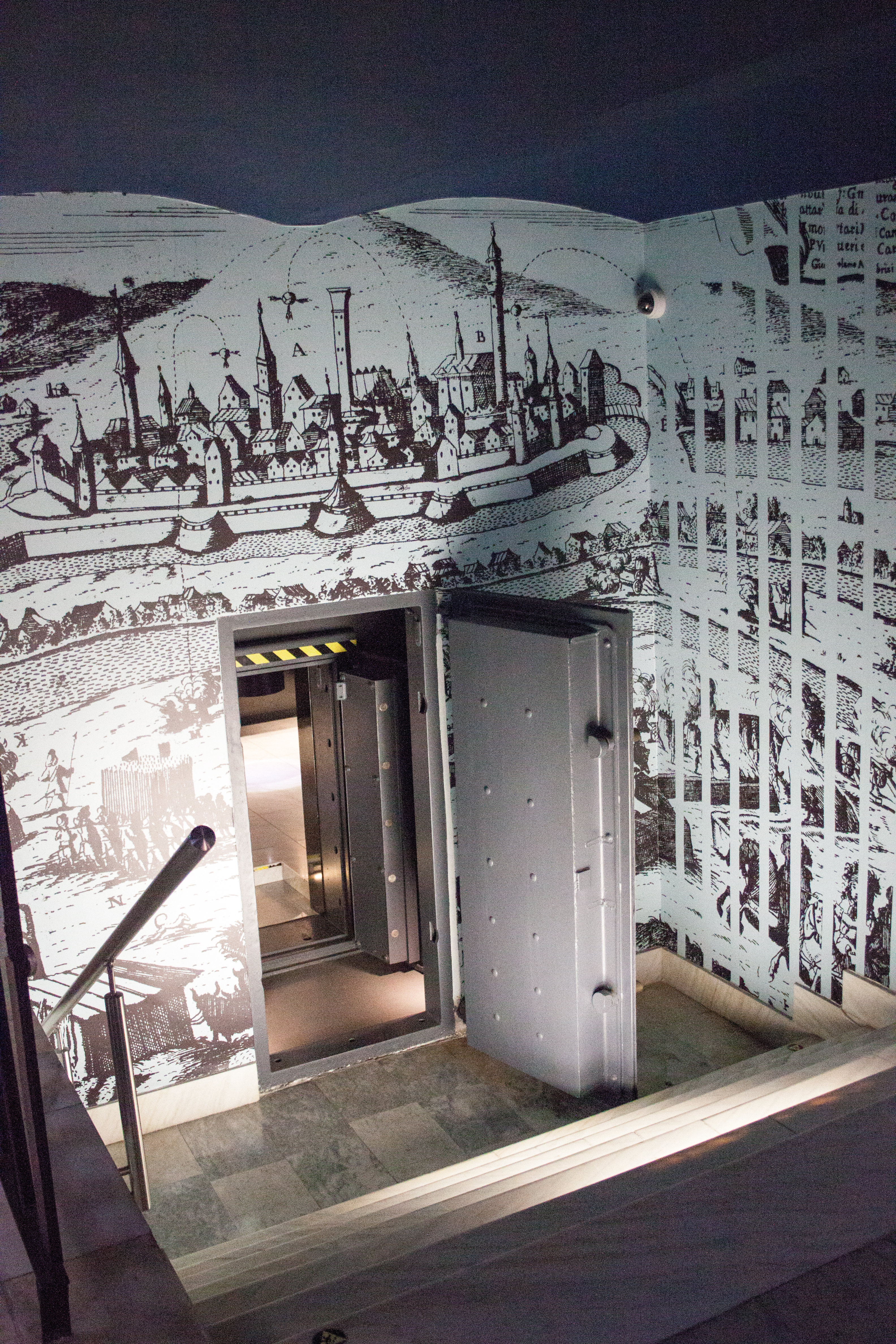
In 1969 werd in het hoofdgebouw van het museum een kluis gebouwd voor de bewaring van de schat.

De jongste munt, geslagen in 1679, is afkomstig uit het munthuis van Kremnica. Rekening houdende met dat jaartal, en met de toenmalige politieke toestand in Košice, mag men aannemen dat de goudschat verborgen werd in de de jaren 1680-1682.
Dit was een periode van politieke instabiliteit in Opper-Hongarije, verergerd door de expansie van de kuruc-beweging, wier leider -Imre Thököly- poogde Košice te veroveren. Hij slaagde in dit opzet in 1682.
Uit de samenstelling van de schat kan worden afgeleid dat de eigenaar een welgestelde persoon en aanhanger van de Habsburgse monarchie was. Dit blijkt ook uit de plaats waar de schat verborgen lag: het paleis van de Kamer van Spiš aan de Hlavná-straat 68. Deze Kamer was de toenmalige Overheidsdienst van Financiën met jurisdictie over Opper-Hongarije. De eigenaar verborg de kostbaarheden in de kelderverdieping uit angst voor diefstal. 

## Bewaring
In 1935 werd het barokke gebouw van de Kamer van Spiš gesloopt om plaats te maken voor een nieuw bouwwerk. De arbeiders die de schat ontdekten, hadden de neiging zich deze toe te eigenen en te verkopen. Nadat ze hun bedoeling hadden kenbaar gemaakt, liet de overheid het fortuin in zijn volledige samenstelling in veiligheid brengen naar de Algemene Schatkist in Bratislava en vervolgens naar de Centrale Staatskas in Praag. In de jaren 1941-1942 werd de schat in het Nationaal Museum in Praag geïnventariseerd door numismatisch expert Emanuela Nohejlová-Prátrová. Aangezien tijdens de Tweede Wereldoorlog verscheidene staten (de Eerste Slowaakse Republiek, het Koninkrijk Hongarije en het Derde Rijk) belangstelling toonden voor de schat, werd hij in 1943 in veiligheid gebracht en verborgen op twee geheime plaatsen buiten Praag. 

## Tentoonstelling
De schat keerde naar Košice terug voor een tentoonstelling in 1956, en bleef er voor bewaring tot 1967. Vermits er destijds in Košice geen echt geschikte plaats voor bestendige bewaring was, werd daar -in 1969- in het hoofdgebouw van het Oost-Slowaaks Museum, een grote kluis gebouwd. De rijkdom wordt daar sinds 1970 tentoongesteld. 